# Jag tror på en Gud som är helig och varm
Jag tror på en Gud som är helig och varm är en svensk sjungen trosbekännelse och psalm med text skriven 1980 av prästen Christina Lövestam, med musik komponerad 1983 av pastorn Jan Mattsson i Equmeniakyrkan. Textens andra vers bygger på Jesaja 51:12 och Andra Korintierbrevet 1:4 och tredje versen på Psaltaren 139:5.
Text och melodi är skyddade av copyright.

## Publicerad i
- Psalmer och Sånger 1987 som nummer 837 under rubriken "Att leva av tro - Förtröstan - trygghet".[2]
- Verbums psalmbokstillägg 2003 som nummer 766 under rubriken "Att leva av tro: Förtröstan — trygghet".[1]
- Sång i Guds värld Tillägg till Svensk psalmbok för den evangelisk-lutherska kyrkan i Finland 2015 som nummer 868 under rubriken "Gudstjänstlivet".
- Ung psalm som nummer 66.[1]
- Hela familjens psalmbok 2013 som nummer 45 under rubriken "Vi tror".[3]
- Swedish Hymns and the stories behind them.[1]